# Маскевич (Машкевич) Самуель
Маскевич (Машкевич) Самуель (пол. Samuel Maskiewicz; бл. 1580 — бл. 1640) — литовсько-білоруський мемуарист. 
Походив з кальвіністського шляхетського роду. Батько Б.-К.Маскевича. Народився в с. Сервечі (нині с. Сервач Гродненської області, Білорусь). Дворянин господарський княгині А.Вишневецької, князів Радзивіллів, Сапіг. Від 1601 служив у війську — спочатку в Лівонії (історична область на півночі Латвії та півдні Естонії), згодом на Поділлі. Брав участь у поході Лжедмитрія I 1605, бився на боці Сигізмунда III Вази під час рокошу 1606. 
Служив у війську гетьмана польного коронного С.Жолкевського під час московського походу (облога Смоленська (нині місто в РФ), битва під Клушино (1610; нині село Смоленської обл., РФ)). Автор мемуарів за 1594—1621, в яких лапідарно описав свій жовнірський досвід, багато уваги присвятив також аналізу культурних відмінностей між московитами та поляками. Мемуари М. в скороченій формі видав Я.Урсин-Немцевич (1822). Сучасне ж наукове видання повного тексту М. підготував 1961 А.Сайковський.